# ホオアカモリチメドリ
ホオアカモリチメドリ（学名：Stachyris whiteheadi）は、スズメ目メジロ科に分類される鳥類の一種である。

## 分布
フィリピン共和国のルソン島のみに生息する固有種である。

## 形態
体長は15cmで、体重は17から28gである。おもに種子や果物、甲虫や蜘蛛を食べる。水は嚢状葉植物から摂取している。